# Musée Art et Histoire
 (août 2025).
 (août 2025).
- Si vous ne connaissez pas le sujet, laissez ce bandeau (vous pouvez alors contacter les auteurs).
- Si vous supprimez le contenu mis en cause (vous pouvez préalablement contacter les auteurs),

argumentez précisément cette suppression dans la page de discussion
(un manque de référence n'est pas un argument ; une recherche réelle de référence doit avoir été effectuée, être formellement documentée).
Vous pouvez aider à l'améliorer ou bien discuter des problèmes sur sa page de discussion.
- Il ne cite pas suffisamment ses sources. Vous pouvez indiquer les passages à sourcer avec {{référence nécessaire}} ou {{Référence souhaitée}}, et inclure les références utiles en les liant aux notes de bas de page. (Marqué depuis août 2025)
- Son contenu est rédigé entièrement ou presque à partir d'une seule source. N'hésitez pas à modifier cet article pour améliorer sa vérifiabilité en apportant de nouvelles références dans des notes de bas de page. (Marqué depuis août 2025)
- Certaines informations devraient être mieux reliées aux sources mentionnées dans la bibliographie ou les liens externes. Améliorez sa vérifiabilité en les associant par des références. (Marqué depuis août 2025)
- Il ne s’appuie pas, ou pas assez, sur des sources secondaires ou tertiaires. (Marqué depuis août 2025)
- Son ton est trop promotionnel ou publicitaire, voire hagiographique. Le texte doit adopter un ton neutre et encyclopédique. (Marqué depuis août 2025)

- Archive Wikiwix
- Bing
- Cairn
- DuckDuckGo
- E. Universalis
- Gallica
- Google
- G. Books
- G. News
- G. Scholar
- Persée
- Qwant
- (zh) Baidu
- (ru) Yandex
- (wd) trouver des œuvres sur Wikidata

Pour les articles homonymes, voir Cinquantenaire.
Le musée Art et Histoire (en néerlandais : Museum Kunst & Geschiedenis) est un des musées royaux d'Art et d'Histoire. Situé dans le parc du Cinquantenaire à Bruxelles, ce majestueux bâtiment créé sous Léopold II abrite des milliers d'œuvres d'art et d'objets archéologiques. Il est l'un des  plus grands musées d'Europe.
Le 19 février 1946, un grave incendie réduit en cendres une section entière du musée. 
Le nom du musée a été changé en mai 2018, il était précédemment appelé musée du Cinquantenaire (en néerlandais : Jubelparkmuseum).

## Collections
Les collections du musée Art et Histoire regroupent des pièces d'archéologie nationale, de l'Antiquité grecque, romaine, égyptienne, des civilisations non européennes et des arts décoratifs allant de l'art mosan jusqu'au XXe siècle. Ses collections de tapisseries, retables, dentelles, céramiques, art égyptien, art pré-colombien, estampes japonaises ont une réputation internationale.
La section Cinquantenaire des musées royaux d'Art et d'Histoire à Bruxelles regroupe quatre grandes sections couvrant l'Antiquité, les civilisations non européennes, l'archéologie nationale et les arts décoratifs européens.

### Antiquité

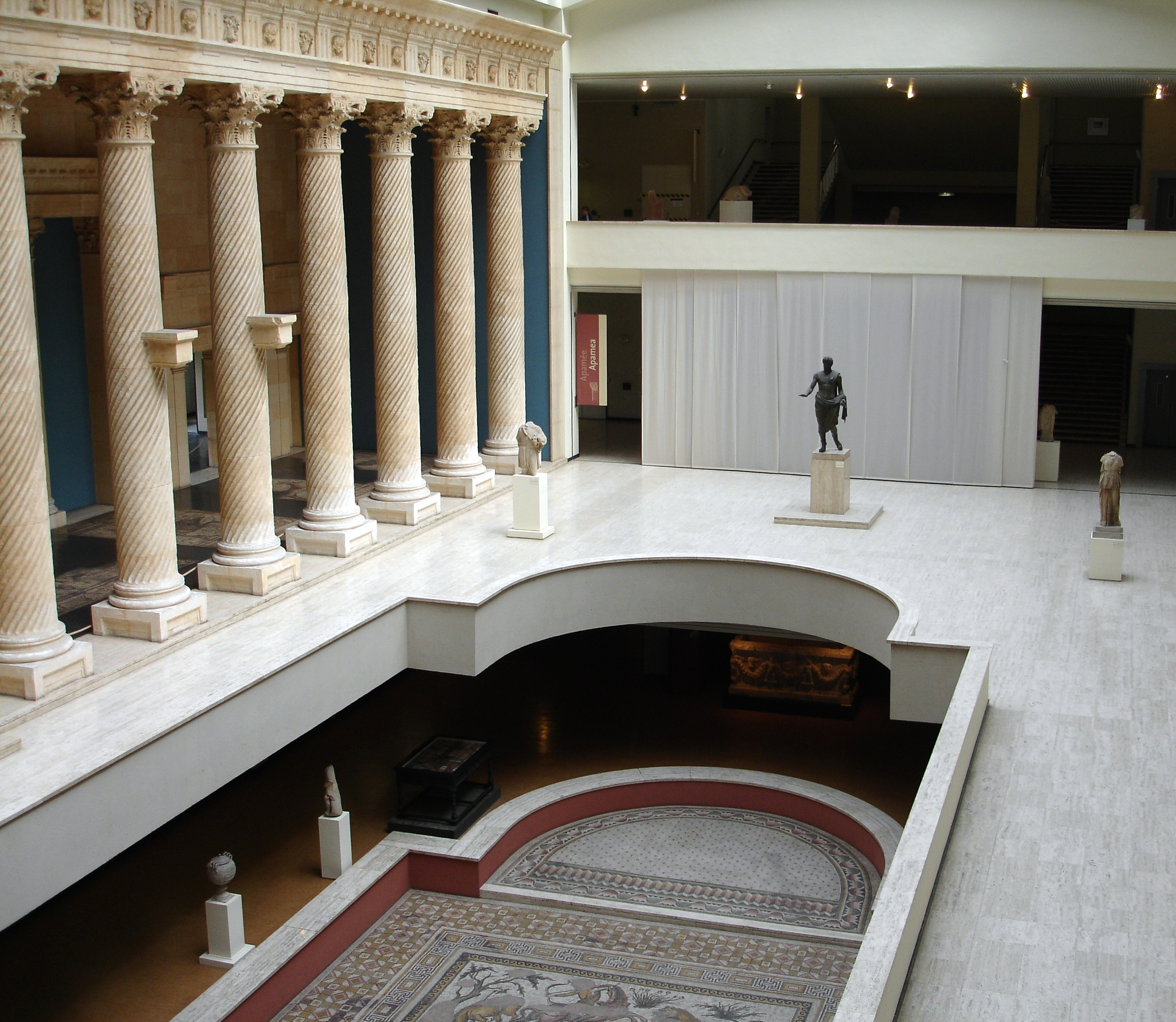
Grande salle de l'Antiquité.

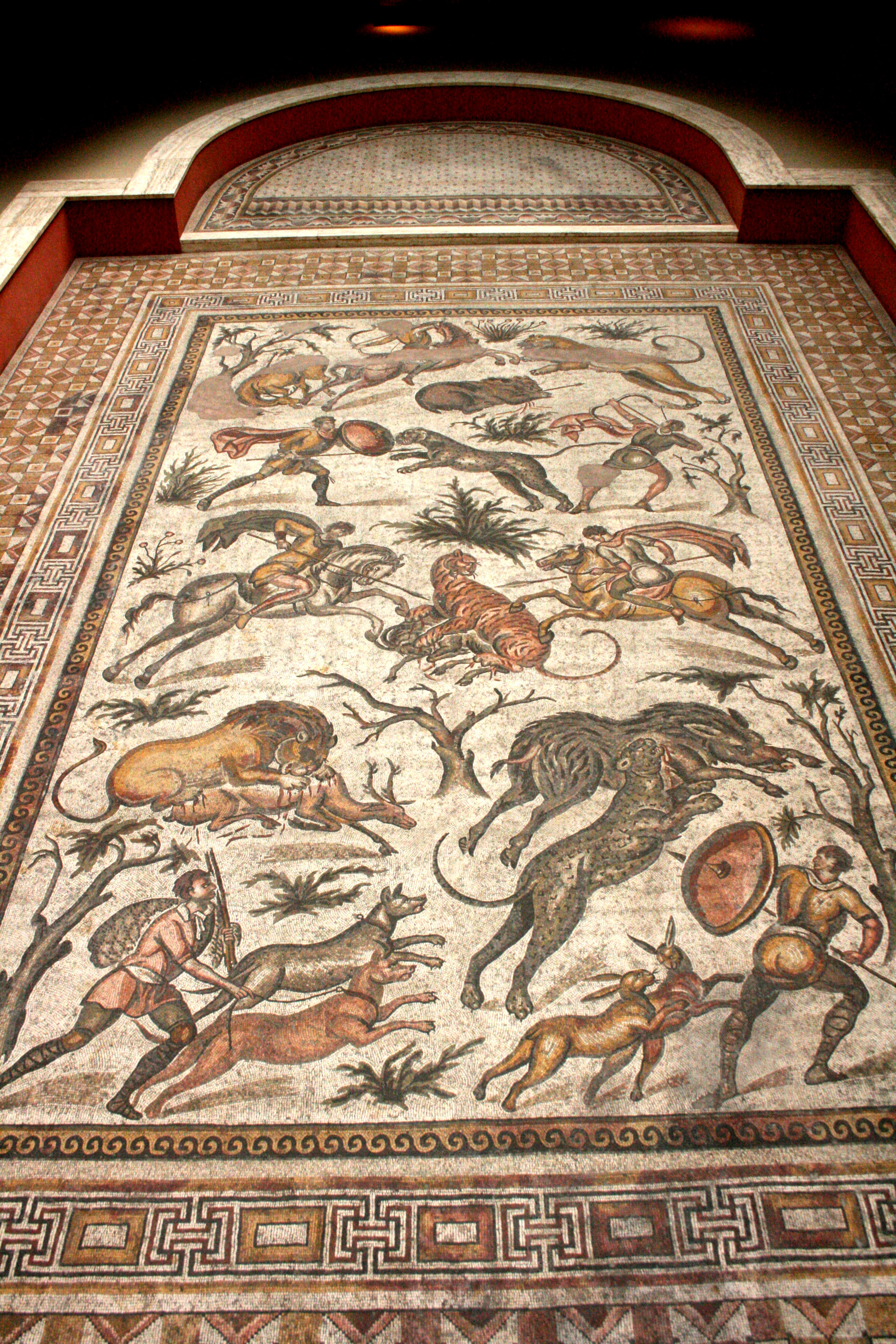
Rome : Apamée - Mosaïque de la Chasse.

Proche-Orient ancien et Iran, Égypte antique, Antiquité classique (Grèce antique et Rome antique), Arts byzantin et chrétien d'Orient :
- Proche-Orient 
 Le Proche-Orient, berceau de notre civilisation, est évoqué par des reliefs, des bijoux et de nombreux objets en terre datant de la préhistoire jusqu’à l’aube de la période islamique. Les cylindres-sceaux, cachets personnels et les bronzes du Lorestan en sont les points forts.
- Égypte 
 La collection égyptienne compte plus de 11 000 pièces, offrant un large éventail de l’art égyptien, des origines à l’époque chrétienne. Les œuvres les plus marquantes sont la dame de Bruxelles, le relief de la reine Tiyi[Laquelle ?] et la tête colossale d’un roi de l’époque ptolémaïque. Un mastaba, des momies et leurs sarcophages illustrent les coutumes funéraires des anciens Égyptiens.
- Grèce 
 La collection de vases constitue le point d’orgue de la section grecque. Les formes, styles, décors et ateliers sont présentés ici dans toute leur diversité, depuis l’âge du bronze jusqu’à l’époque hellénistique.
- Rome 
 Les collections romaines s’articulent autour de quelques œuvres importantes : de remarquables miroirs étrusques, des bustes en marbre d’époque impériale, l’imposante maquette de Rome de Paul Bigot et plusieurs mosaïques d’Apamée de Syrie, parmi lesquelles « la mosaïque de la chasse » provenant du palais du gouverneur de la province de Syria Secunda.
- Arts byzantin et chrétien d’Orient 
 Les arts byzantin et chrétien d’Orient sont représentés par des icônes, une cathèdre épiscopale, des soieries, des textiles coptes et des céramiques provenant aussi bien de Byzance et de Grèce que d’Europe orientale, du Proche-Orient, de Russie, d’Égypte ou d’Éthiopie.

### Les civilisations non européennes
Islam, Asie, Polynésie et Micronésie, Amérique :
- Islam 
 La diversité des peuples et des cultures qui forment le monde islamique est retracée par des œuvres provenant d’Espagne, d’Afrique du Nord, du Proche- et du Moyen-Orient ainsi que de l’Inde. Ces témoignages, parmi lesquels les textiles et la céramique sont les disciplines artistiques les mieux représentées, s’étalent du VIIIe au XXe siècle.
- Asie 
 Des œuvres provenant de Chine, de Corée, d’Inde et du Sud-Est asiatique permettent au visiteur de découvrir l’univers profane et religieux de ce vaste continent aux dieux et religions si diversifiés. Des céramiques vietnamiennes, des peintures tibétaines, des sculptures khmères, des tambours du Laos, de délicats jades chinois ou un théâtre de marionnettes indonésien en sont autant de témoins.
- Polynésie et Micronésie 
 Les collections consacrées à la Polynésie et à la Micronésie rassemblent des objets archéologiques et ethnographiques évoquant la vie quotidienne, le tissage, le travail de l’écorce, de la pierre, du bois et de l’os. Une des pièces maîtresses est incontestablement la sculpture colossale du dieu du thon, ramenée de l’île de Pâques en 1935 par le navire-école belge Mercator.
- Amérique 
 À travers 4000 ans d’histoire, de 2000 avant notre ère jusqu’à nos jours, des statuettes, des vases peints, des bijoux font revivre les civilisations inca, maya et aztèque. Les collections ethnographiques permettent aussi d’appréhender l’art plumassier des Indiens des grandes forêts d’Amazonie ou les Premières Nations d’Amérique du Nord, évoquées notamment par l’impressionnant mât totémique qui accueille le visiteur qui pénètre dans ces salles.

### L'archéologie nationale
Préhistoire, Belgique gallo-romaine, civilisation mérovingienne :
- Préhistoire 
 La salle de Préhistoire présente les vestiges des cultures et des civilisations attestées en Belgique depuis le Paléolithique jusqu’à l’âge du fer. Outils, vases, bijoux sont remis dans leur contexte grâce à des maquettes et des reconstitutions qui permettent de se faire une idée de l’évolution de la vie quotidienne.
- Belgique gallo-romaine 
 Avec la conquête de la Gaule par César s’ouvre une ère nouvelle pour nos régions. Le développement de l’artisanat est affirmé par la richesse et la diversité du matériel sorti de terre : vaisselle en céramique, fibules, figurines en bronze, ainsi que des récipients en verre, en bronze et en argent dont les exemplaires les plus raffinés proviennent du riche mobilier funéraire des tumulus. Les reconstitutions d’une façade de villa romaine, d’un système de chauffage ou encore d’un décor mural peint, concrétisent la culture gallo-romaine.
- Civilisation mérovingienne 
 La civilisation mérovingienne nous est connue essentiellement à travers le culte des morts. Dans cet esprit, huit tombes sont reconstituées dans la salle présentant cette période. Le mobilier issu d’autres sépultures est réparti dans des vitrines thématiques où l’on peut admirer bijoux, boucles de ceinture et autres fibules.

### Les arts décoratifs européens
Du Moyen Âge à l'Art déco, les salles répertoires ainsi que les arts décoratifs du XXe siècle :
- La salle aux trésors et l’art mosan 
 Le panorama des arts industriels s’ouvre sur les chefs-d’œuvre d’orfèvrerie mosane, présentés dans la salle aux trésors à l’ambiance de crypte médiévale. Dans le corridor d’accès sont exposés des vitraux et des textiles de la même époque.
- De la période gothique jusqu’au Baroque 
 Autour du cloître gothique, un circuit mène ensuite le visiteur du XIIIe au XVIIe siècle, âge d’or des anciens Pays-Bas. Outre les sculptures, les vitraux, la céramique et l’argenterie, les retables et les tapisseries des XVe et XVIe siècles constituent, par leur nombre et leur qualité, une collection mondialement connue (audio-guide disponible).
- De l’époque baroque au XXe siècle 
 Les œuvres datant du XVIIe au XXe siècle attestent l’importance croissante de l’art profane. C’est le cas de la collection des cabinets anversois, du salon de musique et des meubles liégeois. Le point d’orgue de cet ensemble est la reconstitution du magasin conçu par Victor Horta pour les orfèvres Wolfers, qui sert d’écrin à une splendide sélection d’œuvres Art nouveau et Art déco, en attendant la création des six prochaines nouvelles salles consacrées aux arts industriels belges du XXe siècle. Dans le parc du Cinquantenaire, un petit pavillon est associé à ces collections récentes. Réalisé par l’architecte Victor Horta, il abrite le bas-relief des Passions Humaines, sculpté par Jef Lambeaux.
- Les salles par matières 
 D’autres salles regroupent des œuvres d’art par matières. Un des plus importants ensembles de dinanderie conservé est abrité dans la chapelle. Verrerie, vitraux, étains, instruments de précision et céramique européenne complètent l’évolution des arts du feu. La salle des dentelles communique avec celle des textiles et des costumes. Les appareils de cinéma et de photographie ainsi que les véhicules hippomobiles complètent ce vaste panorama. Citons également le musée du Cœur, une salle présentant la collection rassemblée par le cardiologue Boyadjian et constituée d’objets faisant référence au cœur sous toutes ses formes.

#### Images

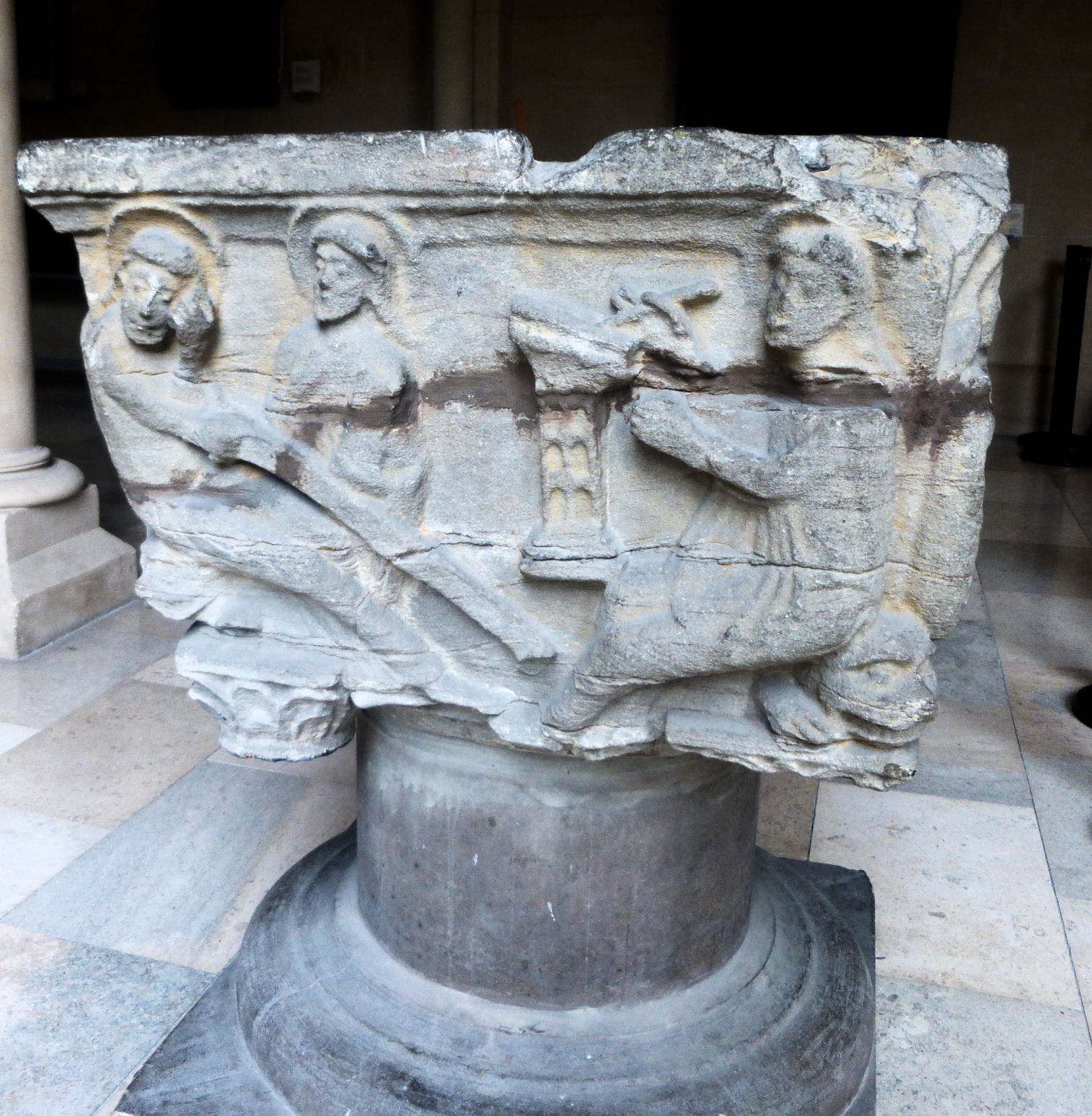
Fonts baptismaux, pierre bleue
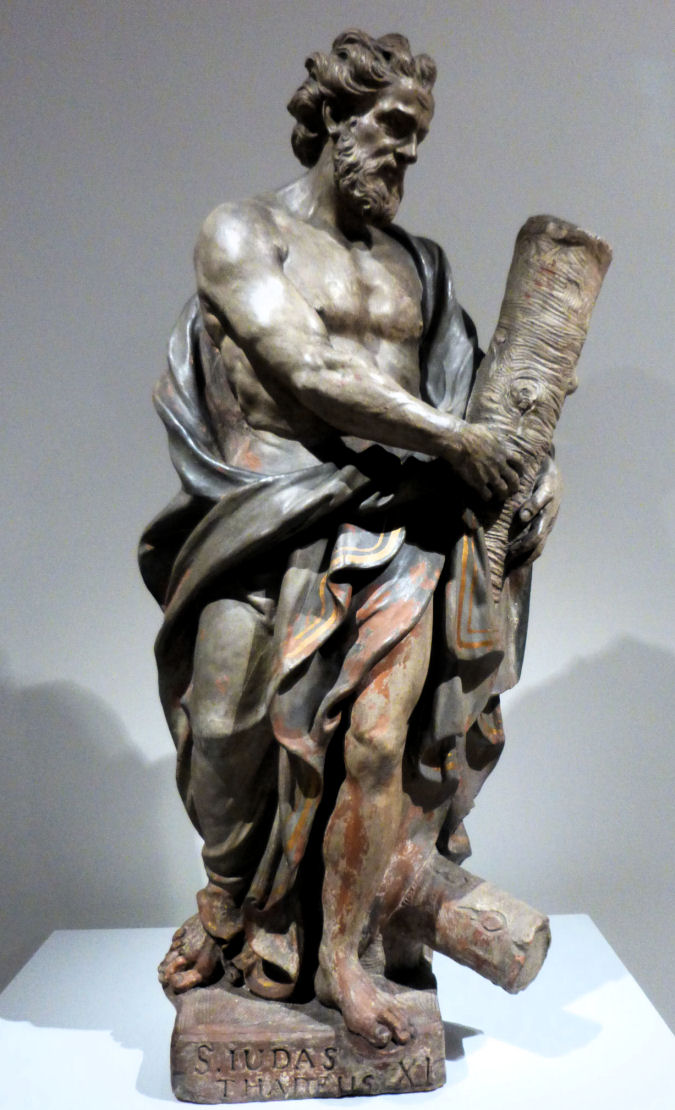
Terra Cotta, Walter Pompe (18e siècle) : Saint Apôtre
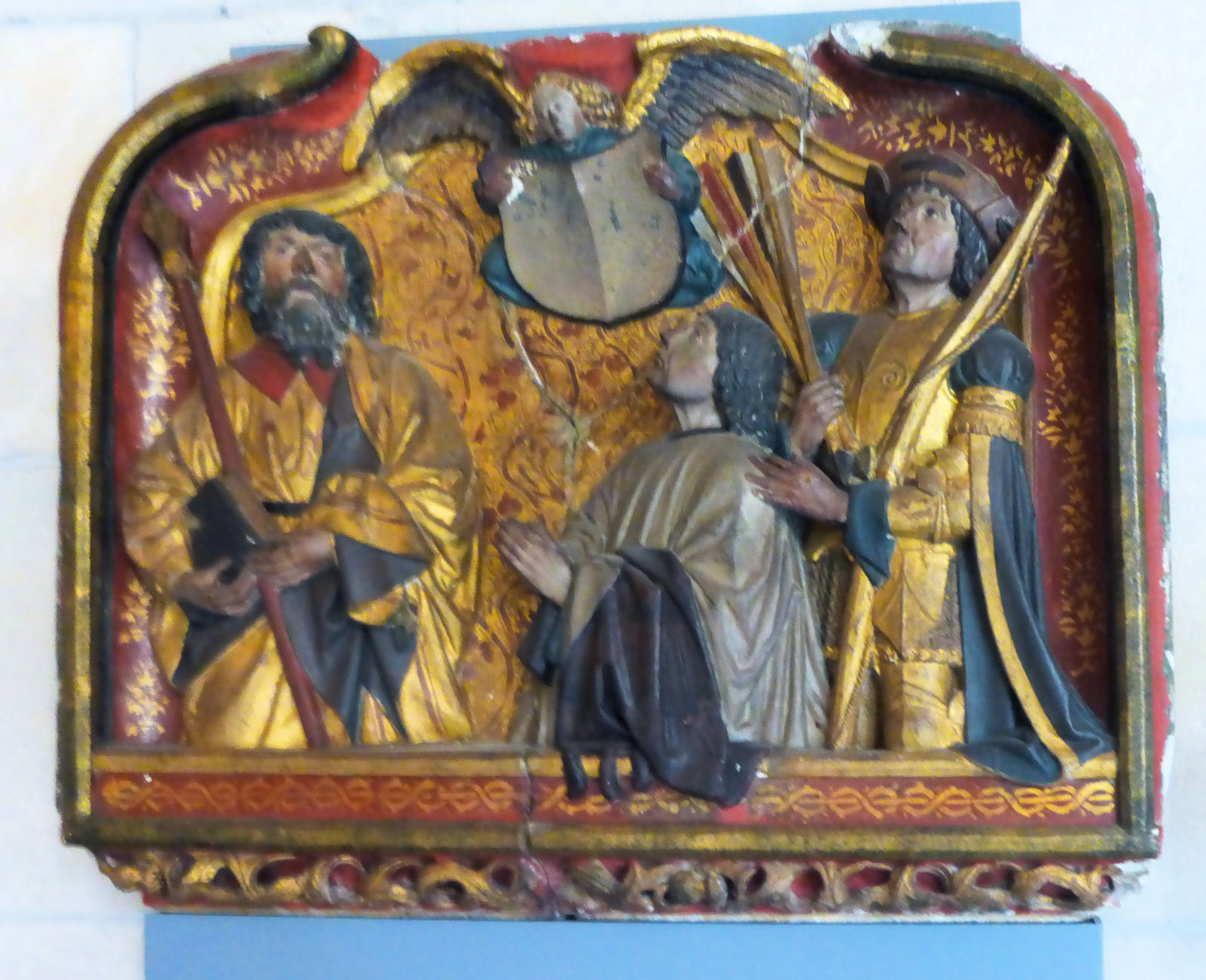
Pierre polychrome, Lapidaire du musée
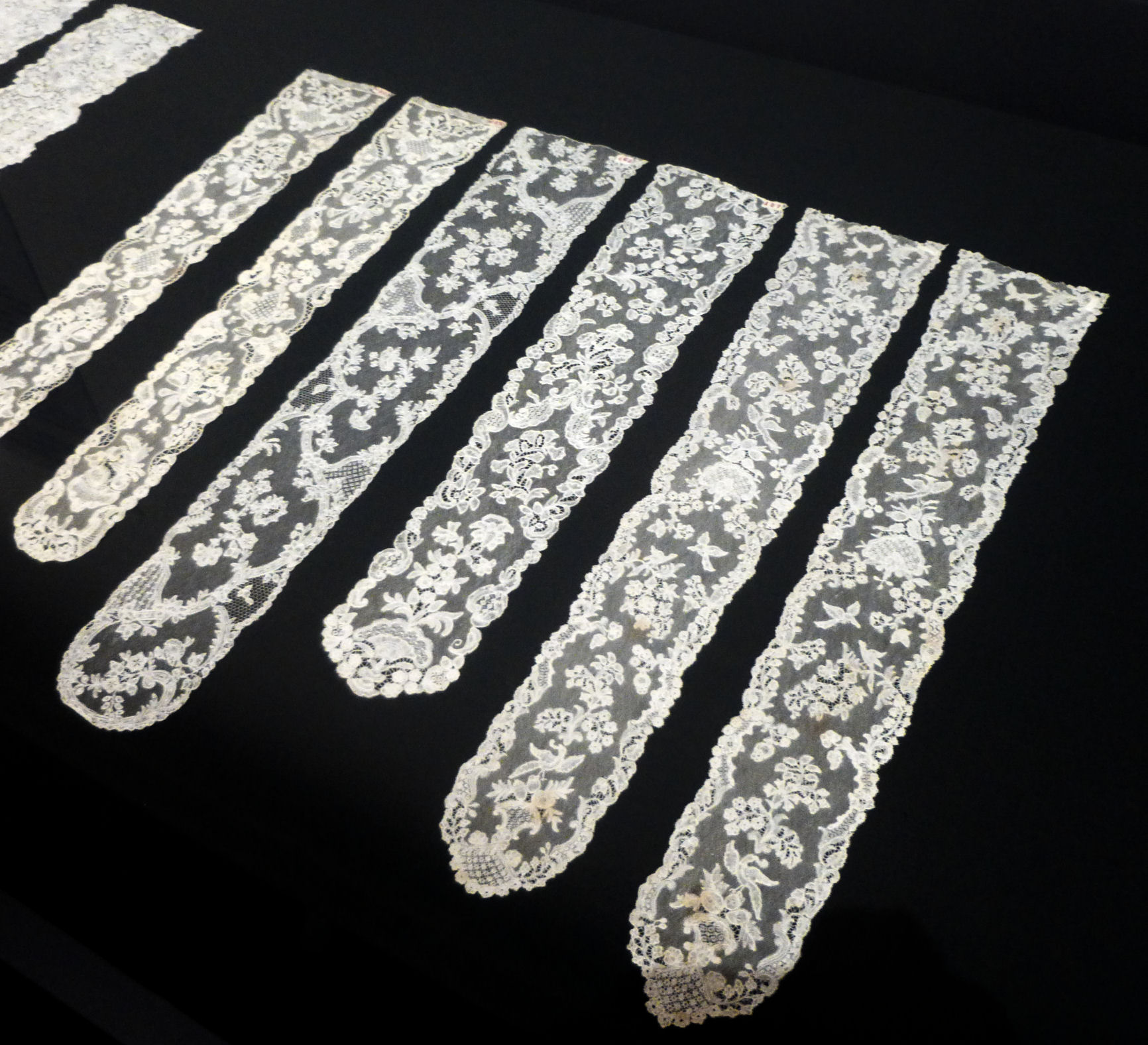
Dentelles, 18e siècle
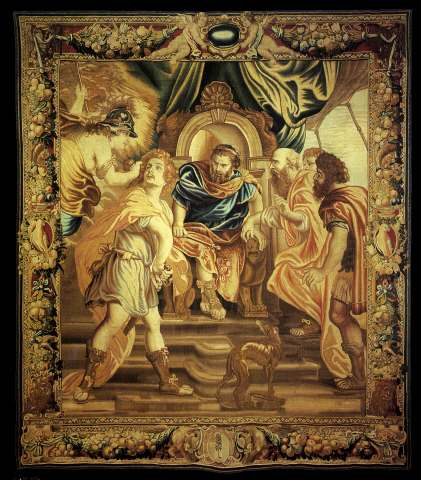
Tapis polychrome en laine, 17e siècle dessiné par Pierre Paul Rubens
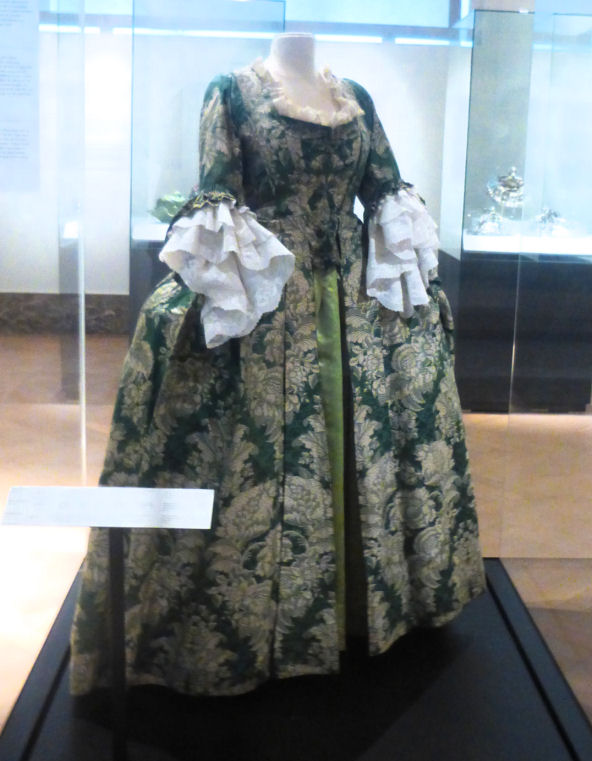
Robe à la Française, 18e siecle
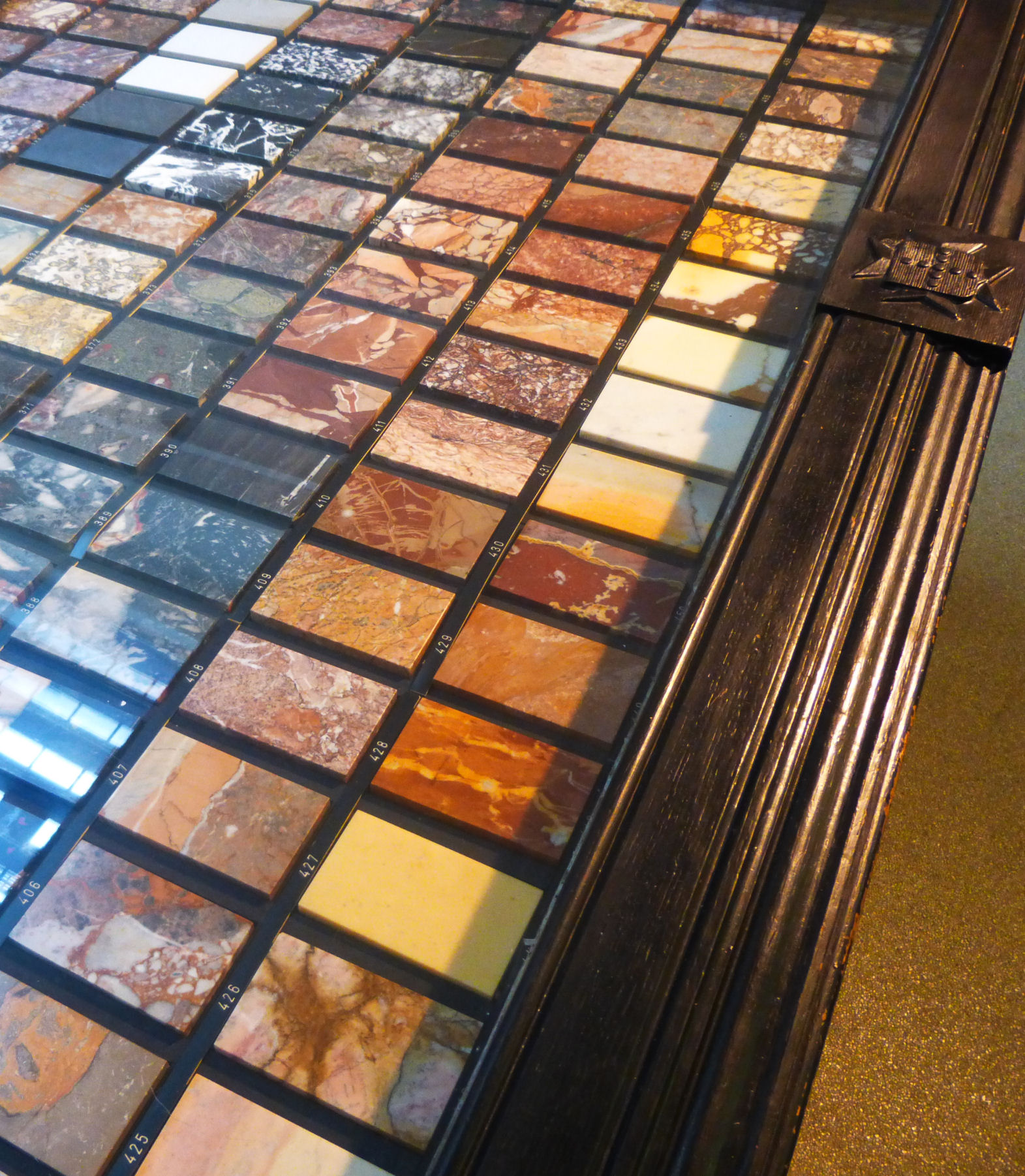
Lithothèque d'Emile de Meester de Ravestein
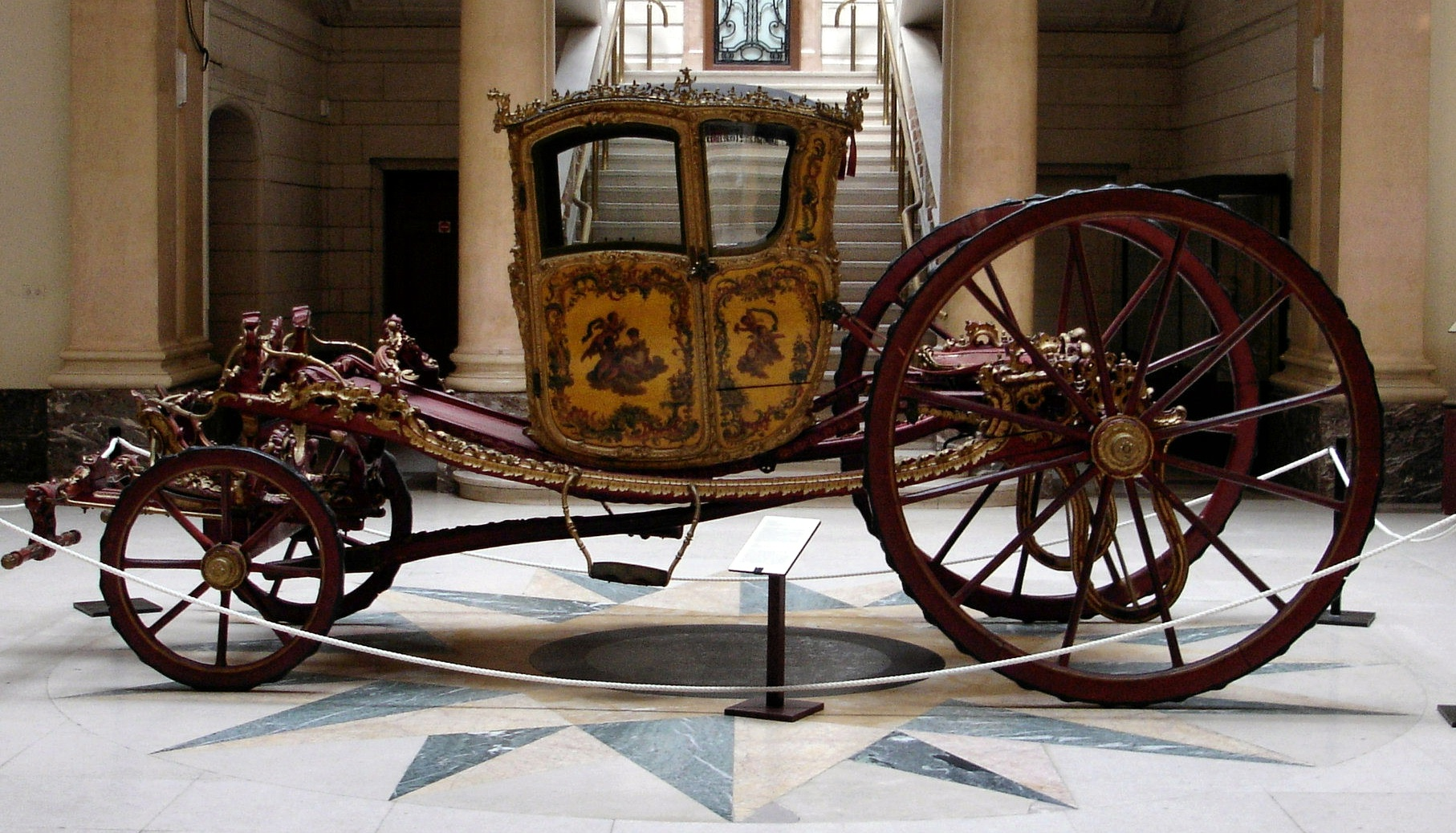
Coupé de Gala, XVIIIe siècle
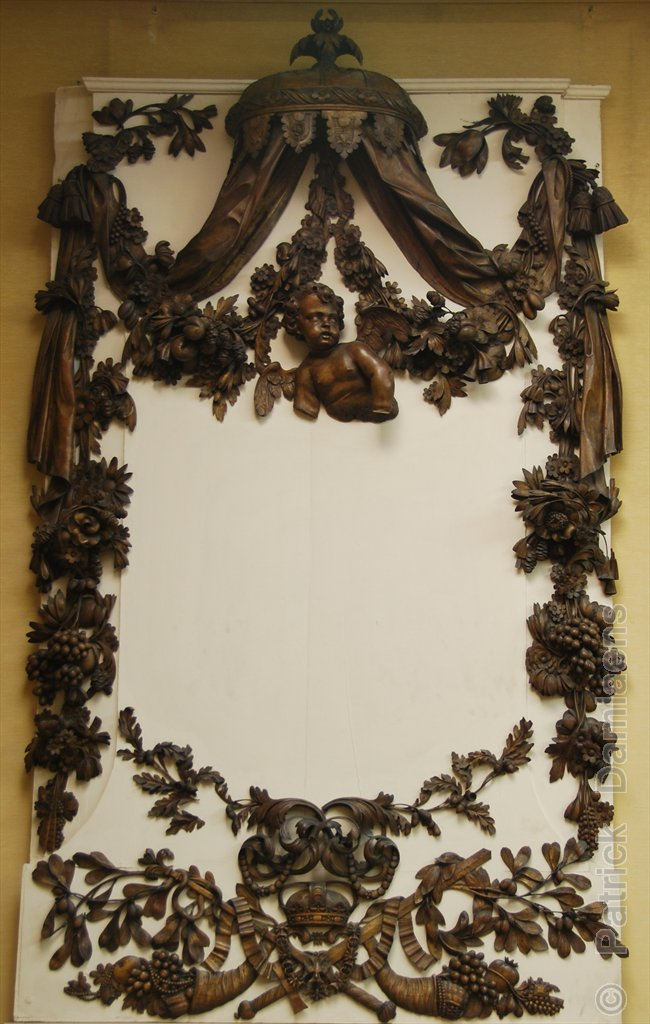
Encadrement ornemental en bois de tilleul finement ouvragé, composé de festons et de fruits (inventaire no 614), par Pierre van Dievoet (1661-1729).
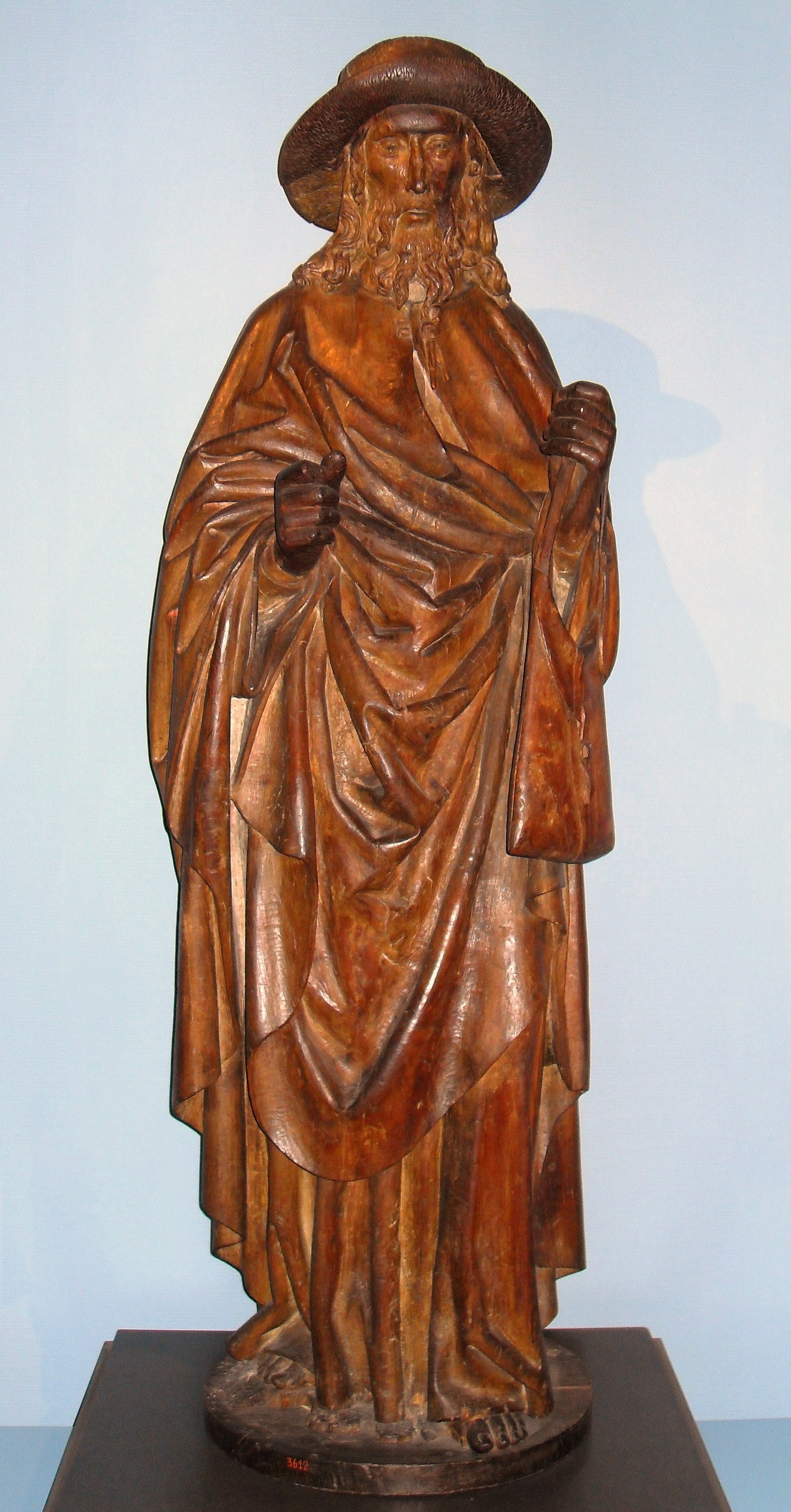
Statue de saint Jacques le Majeur en chêne, Bruxelles, seconde moitié du XVe siècle

## Départements
Les collections sont classées et exposées par département :
- archéologie nationale (Préhistoire, Gallo-romains, Mérovingiens)
- Antiquité (Rome, Grèce, Proche-Orient et Iran, Etrurie, Égypte)
- civilisations non européennes (Amérique, Chine, Japon, Tibet, Inde, Népal, Océanie, Île de Pâques, Sud-Est asiatique, Art du monde islamique, Art chrétien d'Orient)
- art décoratif européen (arts roman et mosan, gothique, renaissance, baroque, XVIIe – XXe siècles, Art Nouveau, Art déco, Musée du cœur, arts du métal, sculptures lapidaires, instruments de précision, verres, véhicules hippomobiles, photographies, céramiques européennes)

Le musée abrite également un des deux exemplaires conservés de la maquette de Rome dite « Plan de Rome » de Paul Bigot, l'autre se situant à l'université de Caen.

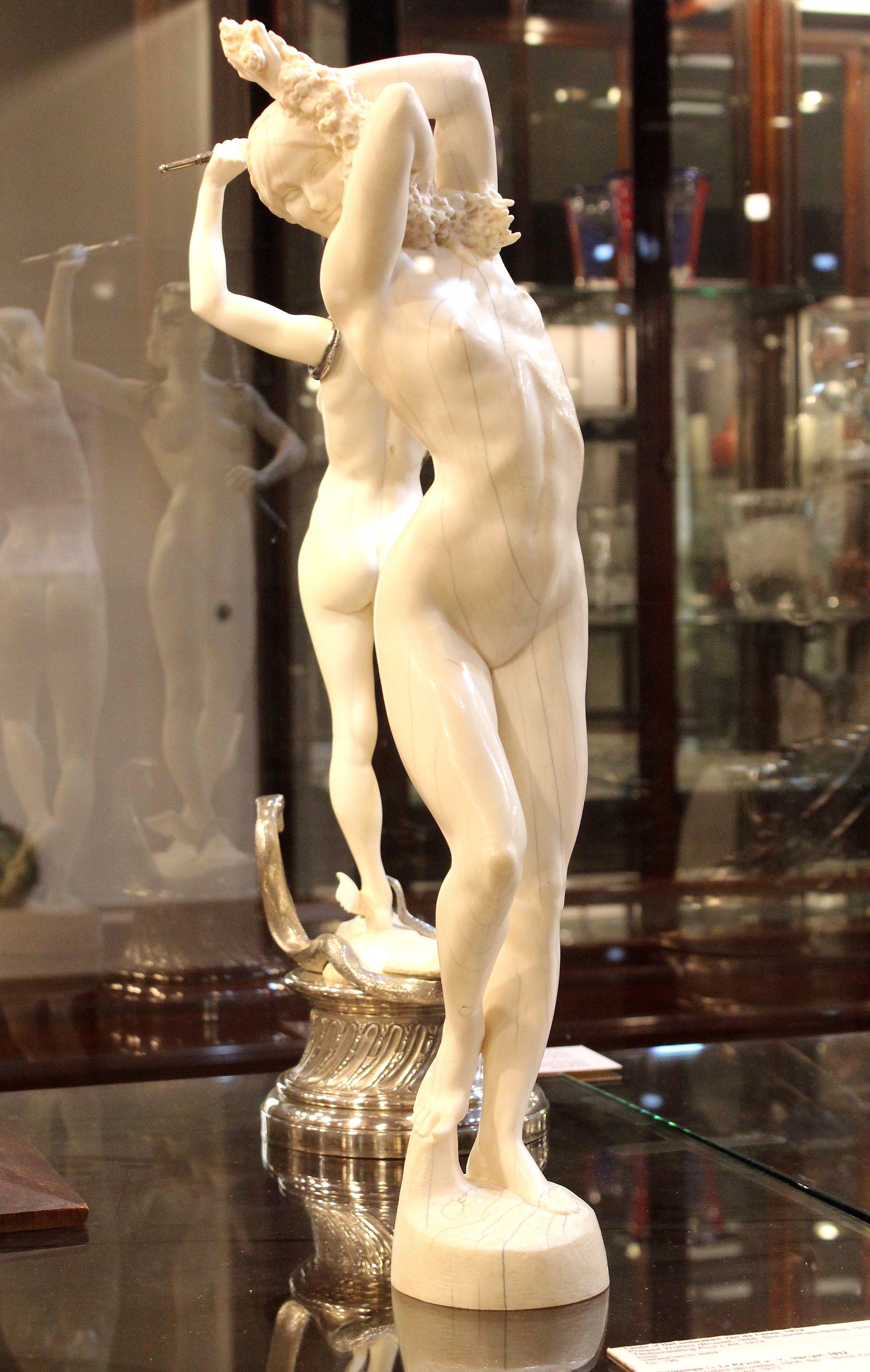
Arts décoratifs européens.
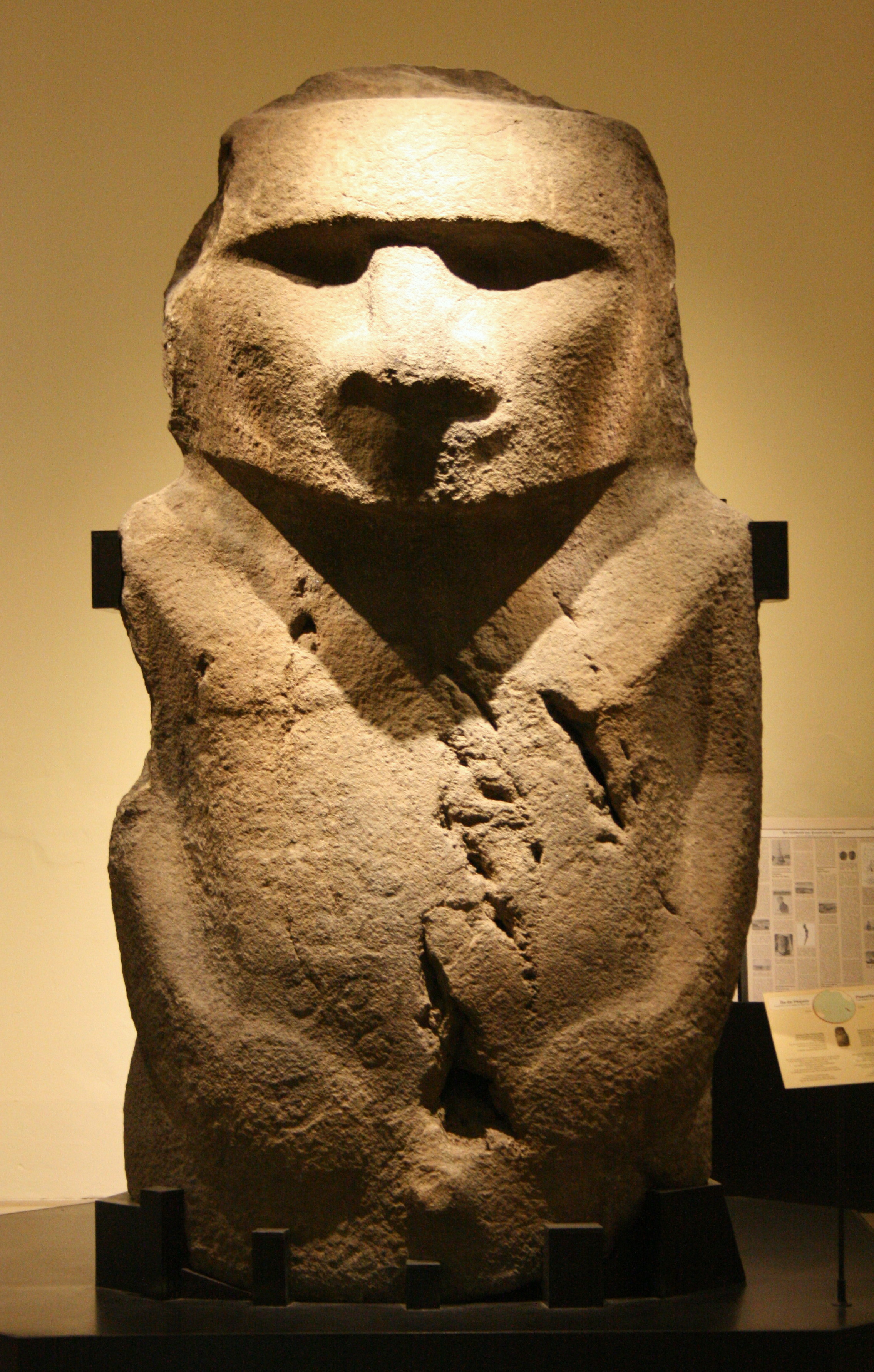
Salle Île de Pâques.
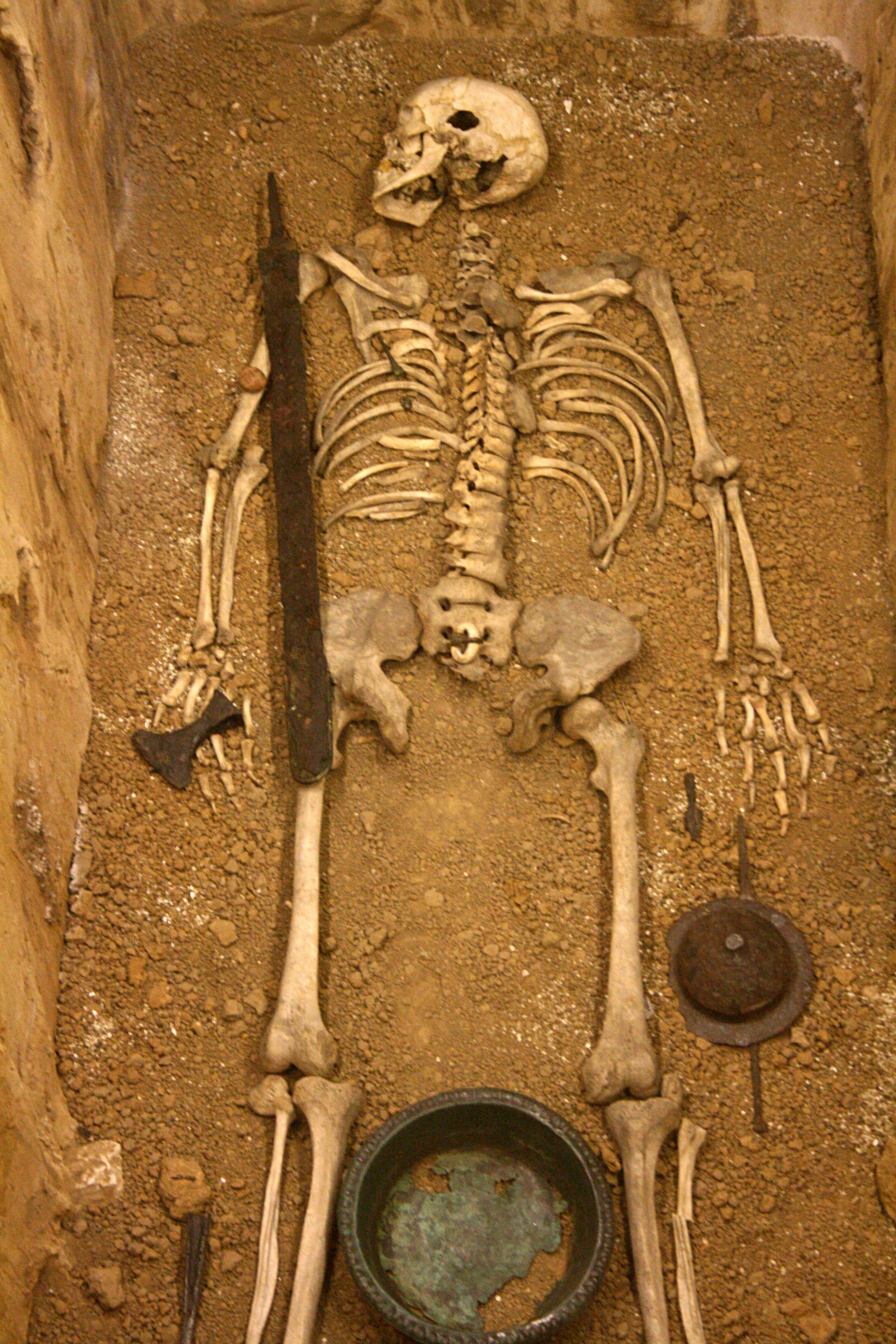
Salle Mérovingienne.
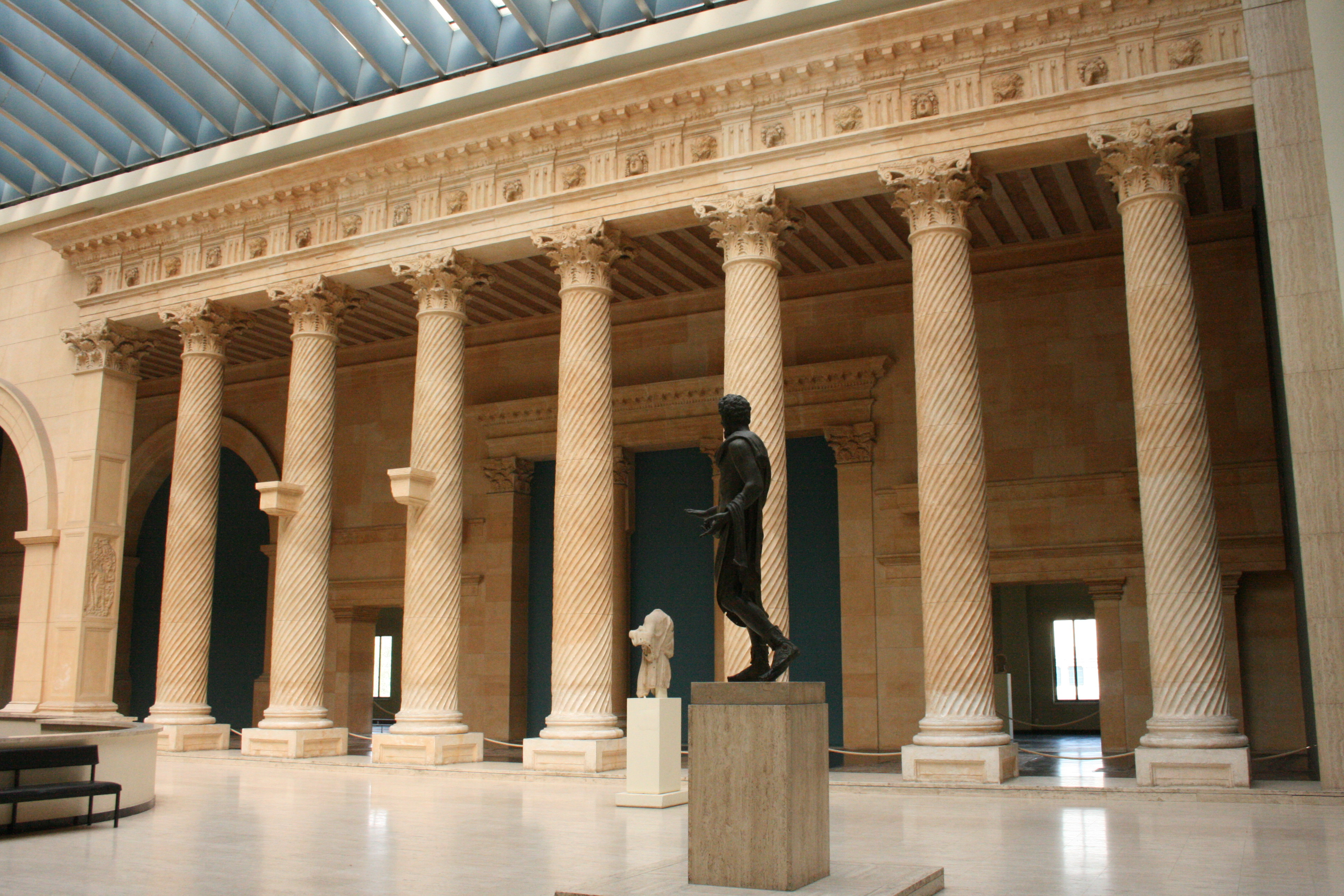
Département Antiquités.
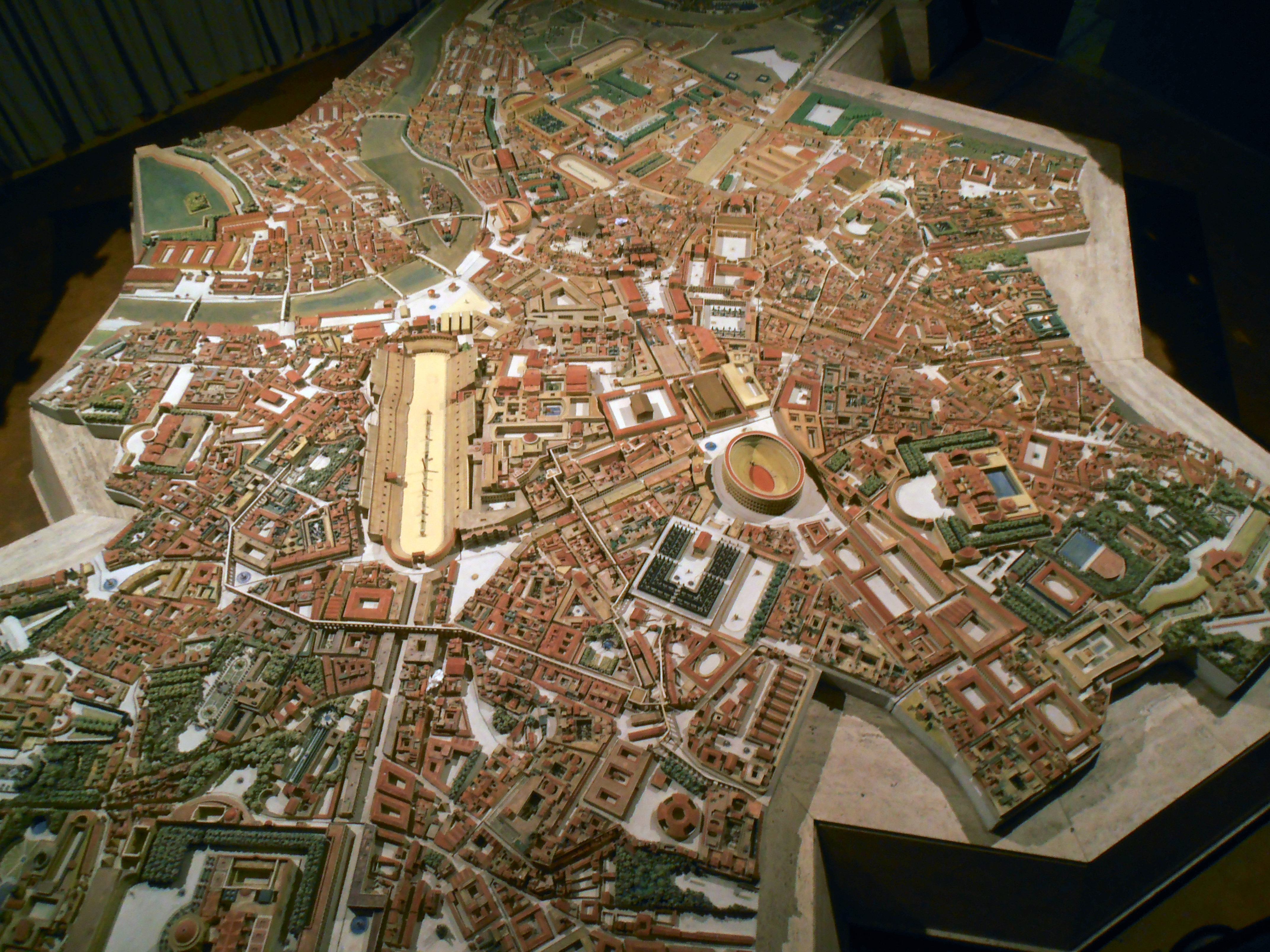
Plan de Rome de Paul Bigot.
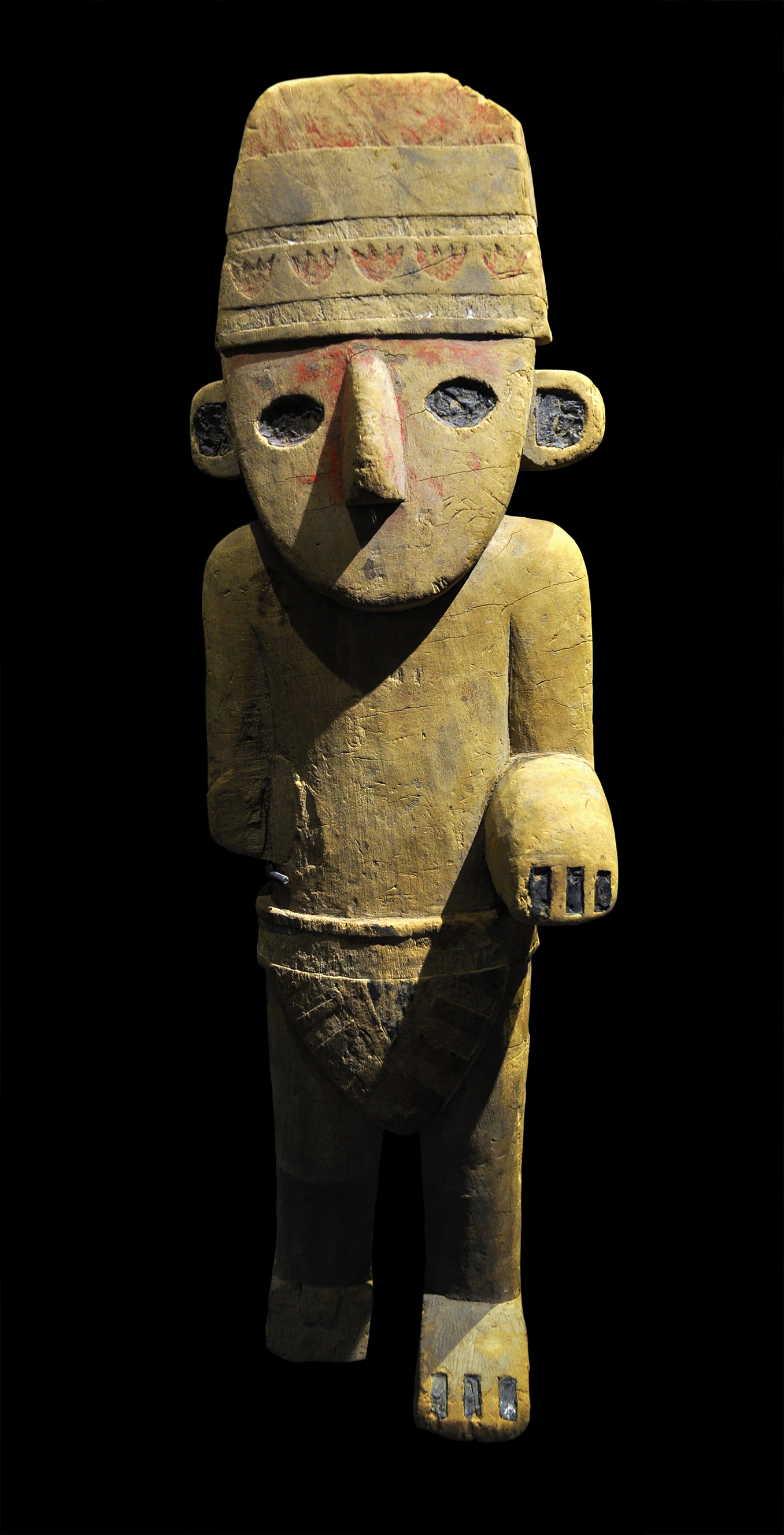
Statue chimú

## Collections antiques
Les collections de sculptures de la Rome antique et des provinces romaines contiennent de nombreuses pièces notables :
- Un bronze de Septime Sévère exceptionnel par sa conservation, réalisé entre le Ier et le IIIe siècle de notre ère. On a en effet gardé peu d'originaux en bronze de cette époque car ils pouvaient être refondus pour pallier le besoin d'armes en temps de guerre ou permettre la fabrication de bijoux.
- Un portrait de l'impératrice Livie (vers 41 - 54) : statue en marbre avec traces de polychromie représentant Livie (58 acn - 29 pcn), la femme la plus puissante de son temps. Elle incarnait les vertus primordiales de la femme à l'époque romaine. Statue de type Cérès elle présente un état de conservation quasiment intact. Elle est actuellement conservée au Musée Art & Histoire.
- Le satyre agaçant une panthère, copie d'une statue grecque (un original du IIe siècle av. J.-C.) faite en marbre et venant d’Italie (Rome) créée vers 100-150 apr. J.-C. Les Romains étaient fascinés par l'art grec et avaient donc une véritable industrie de copie.
- Un portrait de l'empereur Balbin (avril-juin 238) : statue de marbre représentant Decius Celius Balbinus, sénateur romain issus d'une famille riche, qui est devenu consul deux fois et eut l'administration d'un grand nombre de provinces.
- Un portrait réaliste de l'empereur Gallien (261-268 apr. J.-C.) : statue en marbre représentant l'empereur Gallien, fils de Valérien, représenté avec un front large, un nez aquilin et un regard levé vers le ciel. À travers ce portrait, le souverain cherche à montrer son pouvoir dominateur.

## Accès
| ___ | Ce site est desservi par la station de métro : Merode. |

La station Merode est située à proximité du parc du Cinquantenaire.